# Dünner Turm
Der Dünne Turm ist ein 8,8 Meter hoher Wehrturm in Hann. Münden in Südniedersachsen. Er gehörte zur mittelalterlichen Stadtbefestigung Münden und war ein Mauerturm in der Stadtmauer.

## Beschreibung
Der Turm steht an der Bremer Schlagd, unweit eines Flussarmes der Fulda. Nördlich grenzt der Turm an den 1837 erbauten Alten Packhof an. An der Südseite schließt sich dem Turm ein Rest der etwa 8 Meter hohen Stadtmauer an.
Der Dünne Turm wurde erstmals 1449 als düne torn bezeichnet und gilt als ältester Befestigungsrest in Hann. Münden. Sein Mauerwerk wurde mit Lehmmörtel hergestellt. Auf den historischen Stadtansichten von Münden aus dem Jahr 1584 durch Frans Hogenberg und 1654 durch Merian ist der Turm nicht dargestellt. Der Merian-Stich zeigt lediglich das benachbarte Lagerhaus, das an der Stelle des Alten Packhofes stand.
Ab 1830 nutzte ein Küfer den Turm als Arbeitsbereich, der sich im hinteren Bereich seines Grundstücks an der Straße Kiesau befand. Als er ein heute noch vorhandenes Fenster in das Mauerwerk des Turms einbaute, bekam er Schwierigkeiten mit der Stadt. Später ging der Turm in Privatbesitz über. Im 20. Jahrhundert kam der Turm wieder in das Eigentum der Stadt. Das städtische Bauamt ließ ihn restaurieren.